# Anoides lorentzi
Anoides lorentzi es un coleóptero de la familia Chrysomelidae. Fue descrita científicamente por primera vez en 1912 por Weise.